# Bet You Wanna
«Bet You Wanna» es una canción grabada por el grupo femenino surcoreano Blackpink con la colaboración de la rapera estadounidense Cardi B, de su primer álbum de estudio coreano titulado The Album. Fue lanzada el 2 de octubre de 2020 a través de YG Entertainment e Interscope Records. Fue escrita por Tommy Brown, Steven Franks, Ryan Tedder, Melanie Joy Fontana, Belcalis Almanzar, Torae Carr y Jonathan Descartes, y producida por Tommy Brown, Mr. Franks y Teddy Park.

## Antecedentes
A fines de septiembre de 2020, se rumoreó una posible colaboración con la cantante norteamericana Cardi B en una de las canciones del nuevo álbum de Blackpink. El 29 de septiembre, se hizo público la lista definitiva de canciones que conformarían el disco, confirmando que constaba de ocho canciones, confirmando la colaboración en un tema llamado «Bet You Wanna».
Cardi B bromeó sobre la canción por primera vez en su Twitter. Tras su liberación, la rapera reveló que previamente había tenido problemas para mantener limpia la letra, diciendo que «es muy difícil para mí hacer un verso sin malas palabras y PG». Ella siguió el tuit publicando un fragmento de una versión extendida con letras explícitas. Después de ser atacada por los fans de Blackpink en Twitter, aclaró que la base de fans hace que «las relaciones con los artistas sean muy raras» y que ya le habían pagado por sus versos. Esta colaboración es la primera presencia de un rap en cualquiera de las canciones del grupo.

## Composición
La canción fue escrita por Tommy Brown, Steven Franks, Ryan Tedder, Melanie Joy Fontana, Belcalis Almanzar (nombre real de Cardi B), Torae Carr y Jonathan Descartes, y producida por Tommy Brown, Mr. Franks y Teddy Park. Líricamente, la canción trata sobre prometerle a tu pareja un buen momento hasta que «dicha persona esté enganchada". Además, es descrita como «una pista de fiesta optimista».

## Recepción de la crítica
La revista Rap-Up llamó a la canción como un «bop listo para el club», además señaló que «Cardi la pone en marcha con un verso feroz y ardiente». Starr Bownbank de Yahoo! indicó que la canción era «uno de los bops más pegadizos del año». Shaad D'Souza de Paper incluyó la canción en su lista «10 nuevas canciones que necesitas escuchar ahora», diciendo que «hace mucho para su producción mínima y percusiva».
Ubicándola como la cuarta mejor pista del álbum, Jason Lipshutz de Billboard opinó que «es un himno de admiración para los chicos como una conmovedora broma, con Jennie y Rosé mostrando sus voces y Cardi manteniéndola en su clasificación PG».

## Rendimiento comercial
En su primer día, la canción acumuló 4.713 millones de reproducciones en Spotify, convirtiéndose en la segunda canción más reproducida del álbum en sus primeras 24 horas en este servicio de transmisión.

## Reconocimientos

### Listados
| Publicación | Lista                                       | Ranking  | Ref.   |
| ----------- | ------------------------------------------- | -------- | ------ |
| Paper       | 10 canciones que necesitas escuchar ahora   | Incluida | [ 11 ] |
| Spotify     | Most Streamed K-Pop Collaborations Globally | 9º       | [ 14 ] |

## Posicionamiento en listas
| Lista (2020)                                        | Mejor posición |
| --------------------------------------------------- | -------------- |
| Australia (ARIA)                                    | 42             |
| Bélgica (Ultratip Wallonia)                         | 32             |
| Canadá (Canadian Hot 100)                           | 58             |
| Corea del Sur (Gaon Digital Chart)                  | 34             |
| Corea del Sur (Gaon Download Chart)                 | 8              |
| Corea del Sur (Gaon Streaming Chart)                | 39             |
| Corea del Sur (K-pop Hot 100)                       | 14             |
| Escocia (Official Charts Company)                   | 94             |
| Estados Unidos (Billboard Global Excl. U.S.)        | 17             |
| Estados Unidos (Billboard Global 200)               | 25             |
| Estados Unidos (Billboard Bubbling Under Hot 100)   | 1              |
| Estados Unidos (Billboard World Digital Song Sales) | 25             |
| Grecia (IFPI)                                       | 92             |
| Irlanda (Irish Singles Chart)                       | 43             |
| Japón (Japan Hot 100)                               | 99             |
| Lituania (AGATA)                                    | 45             |
| Malasia (RIM)                                       | 4              |
| Nueva Zelanda (RMNZ)                                | 4              |
| Portugal (AFP)                                      | 45             |
| Reino Unido (UK Singles Chart)                      | 62             |
| Suecia (Sverigetopplistan)                          | 65             |
| Singapur (RIAS)                                     | 4              |

| Lista (2020)               | Mejor posición |
| -------------------------- | -------------- |
| Corea del Sur (Gaon Chart) | 41             |

## Historial de lanzamiento
| País           | Fecha                   | Formato                    | Sello                               | Ref.   |
| -------------- | ----------------------- | -------------------------- | ----------------------------------- | ------ |
| Mundo          | 2 de octubre de 2020    | Descarga digital streaming | YG Entertainment Interscope Records | [ 2 ]  |
| Estados Unidos | 10 de noviembre de 2020 | US Pop Radio               | Interscope Records                  | [ 38 ] |